# 현영민
현영민(玄泳民, 1979년 12월 25일 ~ )은 대한민국의 은퇴한 축구 선수로 현역 시절 포지션은 왼쪽 풀백이었으며 현재 현대고등학교 감독을 맡고 있다.

## 개요
전라남도 구례군 광의면 출생으로 서울광희초등학교, 경희중학교, 경희고등학교, 건국대학교를 졸업하였다. 외모가 축구 선수 이민성을 닮았다고 하여 '민성이 형'이라는 별명이 붙었다. 이민성의 별명을 본따 '하산 2'라는 별명으로 불리기도 한다.

## 클럽 경력
2002년 울산 현대에서 데뷔하여, 팀의 K리그 1회 우승 (2005년), K리그 2회 준우승 (2002년, 2003년)에 공헌하였다. 2006년 1월 러시아 프리미어리그 팀 FC 제니트 상트페테르부르크로 이적하였고, 2005-06시즌 UEFA컵 본선 무대에 진출하여 로센보르그 BK와의 32강전 2차전에서 데뷔하였다. 세비야 FC와의 8강전 2차전에서 1골을 기록하는 등 좋은 활약을 펼쳤지만, 통역 과정에서 오해가 발생하여 교체되기도 하였다. 하지만 자신에게 계속 러브콜을 보냈던 블라스티밀 페트르옐라 감독이 성적 부진으로 경질된 뒤 딕 아드보카트 감독이 새로 부임하자 거의 출전하지 못하였고, 2007년 친정 팀 울산 현대로 복귀하였다. 울산 현대로 복귀한 뒤 2007년 하우젠 컵 우승 등에 공헌하였으며 2010년 김치곤을 상대로 FC 서울로 트레이드되었다.
2013년 3월 성남 FC로 이적하였다가, 시즌 후 다시 전남 드래곤즈로 이적했다.
2017 시즌 종료 후 은퇴를 선언하였다. 은퇴 후에는 축구 해설가로 활동하다가 2022년부터 현대고등학교 감독으로 부임하였다.

## 지도자 경력
2022년부터 친정팀 울산의 유스팀인 현대고등학교 감독으로 부임하였다.

## 국가대표팀 경력
2001년 11월 8일 세네갈과의 친선경기에서 데뷔하여, 2002년 FIFA 월드컵, 2004년 AFC 아시안컵 등에 참가하였다. 2002년 FIFA 월드컵에 최종 엔트리에 포함되었지만 본선 경기에서 기용되지는 않았다.

## 플레이 스타일
좌우 모두 가능하며 공격 가담시 파괴력 또한 상당하다. 재기 넘치는 발동작과 과감한 돌파, 슈팅 등으로 상대 수비를 무력화시키며, 강하고 정확한 롱스로인으로 팀의 또 하나의 득점 루트를 제공한다. 경운기 드리블과 같은 예능감 넘치는 모습을 보여주기도 한다.

## 그 외
2006년 12월, 미스코리아 출신 안춘영과 결혼하였다.

## 경력 목록

### 클럽 경력
- 2002년 ~ 2005년  울산 현대
- 2006년  FC 제니트 상트페테르부르크
- 2007년 ~ 2009년  울산 현대
- 2010년 ~ 2013년  FC 서울
- 2013년  성남 일화 천마
- 2014년 ~ 2017년  전남 드래곤즈

### 국가대표팀 경력
- 2002년 FIFA 월드컵 대표
- 2004년 AFC 아시안컵 대표

## 수상 내역

### 개인
- 2002년 자황컵 체육대상 남자 최우수상 수상
- 2002년 체육훈장 맹호장

### 클럽

#### 울산현대
- K리그 우승 1회 (2005)
- 리그컵 우승 1회 (2007)
- K리그 준우승 3회 (2002, 2003, 2008)
- 리그컵 준우승 2회 (2002, 2005)

#### FC 서울
- K리그 우승 2회 (2010, 2012)
- 리그컵 우승 1회 (2010)

### 국가대표팀
- 2002년 FIFA 월드컵 4위
- 2002년 아시안 게임 동메달

## 방송
- SBS 《골 때리는 그녀들》 (2022년)
- SBS 《골 때리는 외박》 (2022년)
- tvN 《전설이 떴다 군대스리가》 (2022년)

## 광고
- 2023년 환경부 제5차 미세먼지 계절관리제 홍보 캠페인 (배혜지와 함께 출연)